# سفر المكابيين الرابع
سفر المكابيين الرابع، (بالألمانية: 4. Buch der Makkabäer)، و(بالإغريقية: ΜΑΚΚΑΒΑΙΩΝ Δ)، و(باللاتينية: Machabaeorum IV)، و(بالعبرية: מכב״י)، و(بالإنجليزية: 4 Maccabees) كتاب المكابيين الرابع عبارة عن خطاب عظي أو فلسفي يمتدح سيادة العقل التقي على العاطفة. من بين الكنائس الأخرى غير الكنيسة الأرثوذكسية، كان يُنظر إليها دائمًا على أنها ملفقة. كما تم استبعاده من قانون الكتاب المقدس اليهودي.

## المولف
كتبه يهودي موالي يعيش في أنطاكية في سوريا.

## المخطوطات
تم العثور على المكابيين في اثنتين من أقدم ثلاث مخطوطات للترجمة السبعينية، المخطوطة السينائية (القرن الرابع) والمخطوطة الإسكندرانية (القرن الخامس). لكنها لا تظهر في مخطوطات الفاتيكان. باستثناء الأقسام 5: 12-12: 1، تم العثور على هذا أيضًا في مخطوطة فينيتوس في القرن الثامن أو التاسع. لقد نجت أكثر من 70 مخطوطة يونانية للمكابيين الأربعة.

## مرتبته في الكنيسة
سفر المكابيين الرابع موجود في المخطوطات الرئيسية (سينايتكوس، ألكسندرينوس، فينيتوس، إلخ) والطبعات (فريتشه، سويتي، وليس تيشندورف) من السبعينية. مما يدل على أنه كان يحظى بتقدير كبير وربما يعتبر قانونيًا من قبل بعض الآباء المسيحيين الأوائل ,كما ان الكتب المقدسة الأرثوذكسية الشرقية والإثيوبية تتضمن المكابيين الأربعة. طبعت الكنائس الأرثوذكسية اليونانية والجورجية المكابيين الأربعة في الكتاب المقدس مع بقية العهد القديم، مما يعني أنهم اعتبروا المكابيين الأربعة رسميًا "قانونيًا".